# Al-Dżurnijja (Aleppo)
Al-Dżurnijja (arab. الجرنية) – wieś w Syrii, w muhafazie Aleppo, w dystrykcie Al-Bab. W 2004 roku liczyła 829 mieszkańców.